# Sonny Fortune

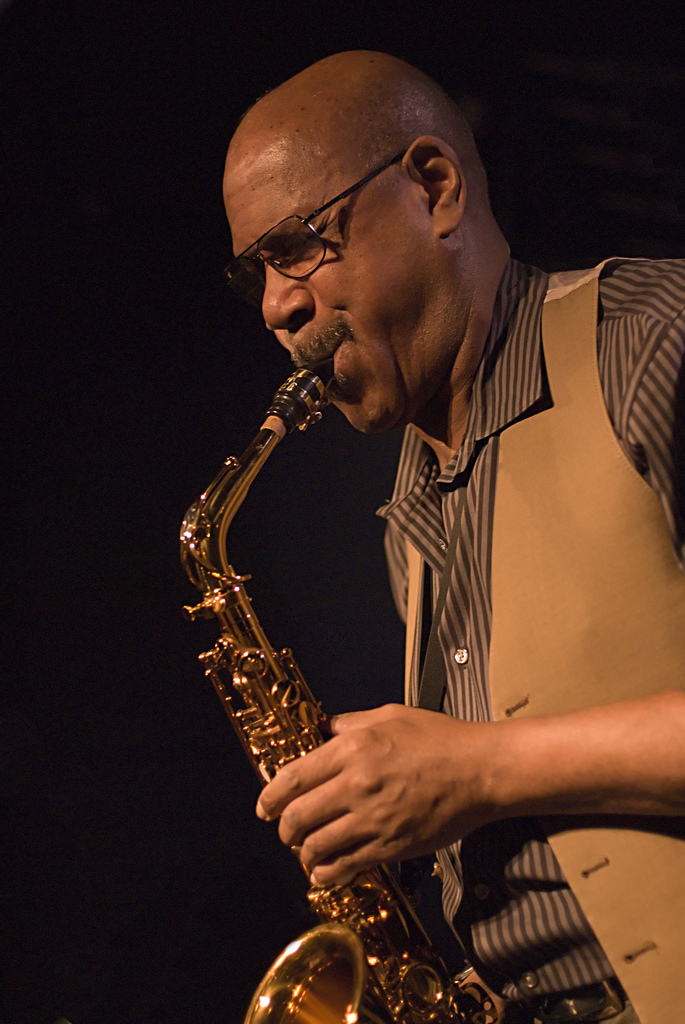
Sonny Fortune, april 2007

Sonny Fortune (Philadelphia, 19 mei 1939 – New York, 25 oktober 2018) was een Amerikaanse jazzsaxofonist, klarinettist en fluitist.

## Biografie
Fortune speelde met lokale rhythm-and-blues-groepen. In 1967 verhuisde hij naar New York, waar hij werkte in de groep van drummer Elvin Jones. In 1968 werd hij lid van de band van Mongo Santamaría. Hij trad op met zanger Leon Thomas en werkte samen met pianist McCoy Tyner (1971–73). In 1974 verving Fortune Dave Liebman in de band van Miles Davis, waar hij tot voorjaar 1975 actief was, hij werd toen opgevolgd door Sam Morrison. Fortune speelde mee op Davis' albums Big Fun, Get Up With It, Agharta en Pangaea, de laatste twee albums waren live-albums, opgenomen in Japan.
In juni 1975 begon hij een eigen groep, waarmee hij twee platen maakte voor Horizon Records. In de jaren 90 nam hij verschillende albums op voor Blue Note. In zijn groepen hebben onder meer Kirk Lightsey en Kenny Barron gespeeld. Fortune heeft opgetreden met Roy Brooks, Buddy Rich, George Benson, Rabih Abou Khalil, Roy Ayers, Oliver Nelson, Gary Bartz, Rashied Ali en Pharoah Sanders. Hij is te horen op het livealbum The Atlantic Family Live at Montreux (1977).

## Discografie

### Als leider
- 1966: Trip on the Strip met Stan Hunter (Prestige)
- 1974: Long Before Our Mothers Cried (Strata-East)
- 1975: Awakening (Horizon)
- 1976: Waves of Dreams (Horizon)
- 1977: Serengeti Minstrel (Atlantic)
- 1978: Infinity Is (Atlantic)
- 1979: With Sound Reason (Atlantic)
- 1992: Laying It Down
- 1993: Monk's Mood
- 1994: Four in One
- 1995: A Better Understanding
- 1996: From Now On
- 2000: In the Spirit of John Coltrane
- 2003: Continuum
- 2007: You and the Night and the Music
- 2009: Last Night at Sweet Rhythm

### Als 'sideman'
met Rabih Abou-Khalil
- Bukra (1988)
- Al-Jadida (1990)

met Nat Adderley
- On the Move (Theresa, 1983)
- Blue Autumn (Theresa, 1985)
- Autumn Leaves (Sweet Basil, 1990 [1991])
- Work Song: Live at Sweet Basil (Sweet Basil, 1990 [1993])

met Kenny Barron
- Innocence (Wolf, 1978)

met Gary Bartz
- Alto Memories (Verve, 1994)

met George Benson
- Tell It Like It Is (A&M/CTI, 1969)

met Miles Davis
- Get Up with It (Columbia, 1974)
- Big Fun (Columbia, 1975)
- Pangaea (Columbia, 1975)
- Agharta (Columbia, 1975)

met Dizzy Gillespie
- Closer to the Source (Atlantic, 1984)

met Elvin Jones
- Elvin Jones Jazz Machine Live at Pit Inn (Polydor (Japan), 1985)
- When I Was at Aso-Mountain (Enja, 1990)
- In Europe (Enja, 1991)
- It Don't Mean a Thing (Enja, 1993)

met Charles Mingus
- Three or Four Shades of Blues (Atlantic, 1977)

met Alphonse Mouzon
- The Essence of Mystery (Blue Note, 1972)

met Pharoah Sanders
- Izipho Zam (My Gifts) (Strata-East, 1969 [1973])

met Melvin Sparks
- Akilah! (Prestige, 1972)

met Leon Spencer
- Bad Walking Woman (Prestige, 1972)
- Where I'm Coming From (Prestige, 1973)

met Charles Sullivan
- Genesis (Strata-East, 1974)

met McCoy Tyner
- Sahara (Milestone, 1972)
- Song for My Lady (Milestone, 1973)

met Mal Waldron
- Crowd Scene (Soul Note, 1989)
- Where Are You? (Soul Note, 1989)

met Mongo Santamaría
- Stone Soul (1969)

## Filmografie
- Elvin Jones: Jazz Machine (2008) met Ravi Coltrane, Willie Pickens en Chip Jackson
- Europafest: Jazz Highlights (2008) met Mike Stern, Bob Berg, Sun Ra, Archie Shepp, John Zorn, Bill Frisell